# Mcdonaldocnus
Mcdonaldocnus è un genere estinto di bradipi terrestri nothroteridi che vissero durante il Miocene medio e il Pliocene inferiore in quelle che oggi sono la Bolivia e l'Argentina . Originariamente era collocato nel genere Xyophorus, ma è stato successivamente riconosciuto come genere distinto da Gaudin e colleghi nel 2022. Gli autori hanno riassegnato il materiale di " Xyophorus" bondesioi, " Xyophorus " villarroeli e Xyophorus sp. a Mcdonaldocnus. 

## Etimologia
Il nome del genere, Mcdonaldocnus, è composto dal prefisso Mcdonald-, che onora lo scienziato in pensione del Bureau of Land Management degli Stati Uniti, il Dr. H. Gregory McDonald, un noto specialista dei bradipi, e il suffisso greco -ocnus, che significa "esitazione o inattivo", e comunemente usato per nominare i bradipi estinti.